# 非裔阿拉伯人
非裔阿拉伯人是指被阿拉伯化（信仰伊斯蘭教和講阿拉伯語）或有阿拉伯人血統的黑人(父系血統)。
這些人在東非（大湖地區和斯瓦希裏海岸）、西非、北非、近期西歐也有分布。